# Worlds Collide
Pour les articles homonymes, voir Collide (homonymie).
Albums de Apocalyptica
Amplified: A Decade of Reinventing the Cello
(2006) 7th Symphony
(2010)
Worlds Collide est le sixième album du groupe finlandais Apocalyptica sorti en 2007. On y retrouve encore une fois plusieurs invités tels que Corey Taylor (Slipknot), Till Lindemann (Rammstein), Cristina Scabbia (Lacuna Coil) ou encore Adam Gontier du groupe Three Days Grace. Il en existe une édition spéciale comportant deux morceaux supplémentaires.

## Listes des morceaux
1. Worlds Collide - 4 min 29 s
2. Grace (avec Tomoyasu Hotei) - 4 min 10 s
3. I'm Not Jesus (avec Corey Taylor) - 3 min 35 s
4. Ion - 3 min 48 s
5. Helden (avec Till Lindemann et Richard Zven Kruspe) - 4 min 23 s
6. Stroke - 4 min 32 s
7. Last Hope (avec Dave Lombardo) - 4 min 50 s
8. I Don't Care (avec Adam Gontier) - 3 min 58 s
9. Burn - 4 min 18 s
10. S.O.S. (Anything but love) (avec Cristina Scabbia) - 4 min 22 s
11. Peace - 5 min 55 s

## Édition spéciale
1. Ural - 5 min 41 s
2. Dreamer - 3 min 36 s

## Remarques
Le titre Helden est une reprise du titre Heroes, interprété à l'origine par David Bowie. Le texte a été intégralement traduit en allemand.